# Phyllophila orientalis
Phyllophila orientalis là một loài bướm đêm trong họ Noctuidae.